# Yoo Yong-sung
Yoo Yong-sung (n. 25 octombrie 1974, Dangjin⁠(d), Coreea de Sud) este un jucător de badminton ce a reprezentat Coreea de Sud, medaliat olimpic. A participat la 2 ediții ale Jocurilor Olimpice (2000, 2004) în care a câștigat 2 medalii de argint.